# Temple mormon de Boise
Le temple mormon de Boise est un temple de l’Église de Jésus-Christ des saints des derniers jours situé à Boise, dans l’État de l’Idaho, aux États-Unis. Il a été inauguré le 25 mai 1984.